# 胡思得
胡思得（1936年3月31日—），男，浙江宁波人，中华人民共和国核武器工程专家，中国工程物理研究院研究员。

## 生平
1958年毕业于上海复旦大学，文革期間被救，逃過遭打倒的命運。
1994年任中国工程物理研究院院长。1995年当选中国工程院院士。1996年当选四川省政协常委。

## 奖项和荣誉
获得1项国家科技进步奖特等奖，国家科技进步奖一等奖3项，二等奖1项。